# Lista de unidades federativas do Brasil por renda per capita

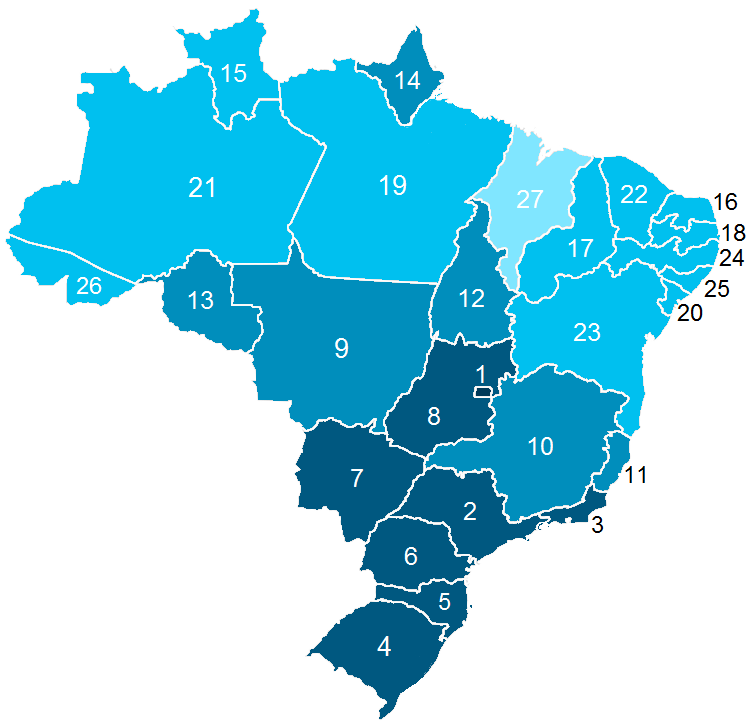
Mapa das unidades da federativas do Brasil por renda média domiciliar per capita mensal em 2023.
> 2.499
2.000 – 2.499
1.500 – 1.999
1.000 – 1.499
< 1.000

Esta é uma lista das unidades federativas do Brasil por renda média domiciliar per capita em 2023, segundo dados da Pesquisa Nacional por Amostra de Domicílios Contínua - PNAD-C, do IBGE, Censos históricos e pelo Instituto de Pesquisa Econômica Aplicada - IPEA para a série histórica (de 1980 a 2013).
O rendimento médio mensal domiciliar per capita é a razão entre o total dos rendimentos domiciliares nominais e o total dos moradores.1 A renda per capita no Brasil em 2023 foi R$ 1.893 reais, ante R$ 1.625 de 2022, um aumento de 16,5%.
O Brasil é um país grande e diverso, com diferenças socioeconômicas significativas entre as diferentes regiões. Segundo a PNAD-C, no ano de 2023, a unidade federativa com a maior renda média do Brasil foi o Distrito Federal com R$ 3.357, seguido de São Paulo (R$ 2.492). O estado do Maranhão teve a menor renda (R$ 945), seguido pelo Acre (R$ 1.095).

## Classificação por renda média mensal domiciliar per capita
| Posição | Posição          | Unidade Federativa  | Rendimento per capita 2023 em R$ | Rendimento per capita 2022 em R$ |
| Em 2023 | Comparada a 2022 | Unidade Federativa  | Rendimento per capita 2023 em R$ | Rendimento per capita 2022 em R$ |
| ------- | ---------------- | ------------------- | -------------------------------- | -------------------------------- |
| 1       | (0)              | Distrito Federal    | 3.357                            | 2.913                            |
| 2       | (0)              | São Paulo           | 2.492                            | 2.148                            |
| 3       | (2)              | Rio de Janeiro      | 2.367                            | 1.971                            |
| 4       | (1)              | Rio Grande do Sul   | 2.304                            | 2.087                            |
| 5       | (1)              | Santa Catarina      | 2.269                            | 2.018                            |
| 6       | (0)              | Paraná              | 2.115                            | 1.846                            |
| 7       | (0)              | Mato Grosso do Sul  | 2.030                            | 1.839                            |
| 8       | (2)              | Goiás               | 2.017                            | 1.619                            |
| 9       | (0)              | Mato Grosso         | 1.991                            | 1.674                            |
| 10      | (1)              | Minas Gerais        | 1.918                            | 1.529                            |
| 11      | (3)              | Espírito Santo      | 1.915                            | 1.723                            |
| 12      | (0)              | Tocantins           | 1.581                            | 1.379                            |
| 13      | (0)              | Rondônia            | 1.527                            | 1.365                            |
| 14      | (3)              | Amapá               | 1.520                            | 1.177                            |
| 15      | (0)              | Roraima             | 1.425                            | 1.242                            |
| 16      | (2)              | Rio Grande do Norte | 1.373                            | 1.267                            |
| 17      | (1)              | Piauí               | 1.342                            | 1.110                            |
| 18      | (1)              | Paraíba             | 1.320                            | 1.096                            |
| 19      | (1)              | Pará                | 1.282                            | 1.061                            |
| 20      | (4)              | Sergipe             | 1.218                            | 1.187                            |
| 21      | (4)              | Amazonas            | 1.172                            | 965                              |
| 22      | (1)              | Ceará               | 1.166                            | 1.050                            |
| 23      | (0)              | Bahia               | 1.139                            | 1.010                            |
| 24      | (0)              | Pernambuco          | 1.113                            | 1.010                            |
| 25      | (1)              | Alagoas             | 1.110                            | 935                              |
| 26      | (4)              | Acre                | 1.095                            | 1.038                            |
| 27      | (0)              | Maranhão            | 945                              | 814                              |
| -       | -                | Brasil              | 1.893                            | 1.625                            |

## Renda média por regiões do Brasil
Abaixo estão os valores por regiões do Brasil em 2022
| Posiç. | Regiões      | Renda 2022 em R$ |
| ------ | ------------ | ---------------- |
| 1      | Centro-Oeste | 2.011            |
| 2      | Sul          | 1.983            |
| 3      | Sudeste      | 1.842            |
| 4      | Norte        | 1.143            |
| 5      | Nordeste     | 1.053            |

## Histórico da renda média, 2011–2020
Lista classificadas por década de 2011 a 2020 em ordem alfabética das unidades federativas
| Unidade federativa  | 2011  | 2012  | 2013  | 2014  | 2015  | 2016  | 2017  | 2018  | 2019  | 2020  |
| ------------------- | ----- | ----- | ----- | ----- | ----- | ----- | ----- | ----- | ----- | ----- |
| Acre                | 689   | 723   | 665   | 670   | 752   | 761   | 769   | 909   | 890   | 917   |
| Alagoas             | 474   | 530   | 556   | 604   | 598   | 662   | 658   | 714   | 731   | 796   |
| Amapá               | 640   | 765   | 797   | 753   | 840   | 881   | 936   | 857   | 880   | 893   |
| Amazonas            | 621   | 651   | 734   | 739   | 753   | 739   | 850   | 791   | 842   | 852   |
| Bahia               | 630   | 665   | 734   | 697   | 736   | 773   | 862   | 841   | 913   | 965   |
| Ceará               | 579   | 627   | 612   | 616   | 681   | 751   | 824   | 855   | 942   | 1.028 |
| Distrito Federal    | 1.946 | 1.937 | 2.034 | 2.055 | 2.254 | 2.351 | 2.548 | 2.460 | 2.686 | 2.475 |
| Espírito Santo      | 972   | 1.072 | 1.018 | 1.052 | 1.074 | 1.157 | 1.205 | 1.295 | 1.477 | 1.347 |
| Goiás               | 958   | 1.046 | 1.083 | 1.031 | 1.078 | 1.140 | 1.277 | 1.323 | 1.306 | 1.258 |
| Maranhão            | 458   | 578   | 571   | 461   | 509   | 575   | 597   | 605   | 636   | 676   |
| Mato Grosso         | 982   | 1.109 | 1.108 | 1.032 | 1.053 | 1.139 | 1.247 | 1.386 | 1.403 | 1.401 |
| Mato Grosso do Sul  | 1.078 | 1.151 | 1.195 | 1.053 | 1.044 | 1.283 | 1.291 | 1.439 | 1.514 | 1.488 |
| Minas Gerais        | 931   | 1.021 | 1.047 | 1.049 | 1.128 | 1.168 | 1.224 | 1.322 | 1.358 | 1.314 |
| Pará                | 599   | 612   | 627   | 631   | 671   | 708   | 715   | 863   | 807   | 883   |
| Paraíba             | 656   | 681   | 681   | 682   | 774   | 790   | 928   | 898   | 929   | 892   |
| Paraná              | 1.097 | 1.201 | 1.246 | 1.210 | 1.241 | 1.398 | 1.472 | 1.607 | 1.621 | 1.508 |
| Pernambuco          | 580   | 660   | 667   | 802   | 825   | 872   | 852   | 871   | 970   | 897   |
| Piauí               | 538   | 669   | 649   | 659   | 728   | 747   | 750   | 817   | 827   | 859   |
| Rio de Janeiro      | 1.152 | 1.213 | 1.302 | 1.193 | 1.284 | 1.429 | 1.445 | 1.689 | 1.882 | 1.723 |
| Rio Grande do Norte | 681   | 756   | 793   | 695   | 819   | 919   | 845   | 956   | 1.057 | 1.077 |
| Rio Grande do Sul   | 1.144 | 1.214 | 1.292 | 1.318 | 1.434 | 1.554 | 1.635 | 1.705 | 1.843 | 1.759 |
| Rondônia            | 819   | 851   | 833   | 762   | 823   | 901   | 957   | 1.113 | 1.136 | 1.169 |
| Roraima             | 870   | 852   | 837   | 871   | 1.008 | 1.068 | 1.006 | 1.204 | 1.044 | 983   |
| Santa Catarina      | 1.242 | 1.283 | 1.357 | 1.245 | 1.368 | 1.458 | 1.597 | 1.660 | 1.769 | 1.632 |
| São Paulo           | 1.223 | 1.338 | 1.356 | 1.432 | 1.482 | 1.723 | 1.712 | 1.898 | 1.946 | 1.814 |
| Sergipe             | 713   | 732   | 787   | 758   | 782   | 878   | 834   | 906   | 980   | 1.028 |
| Tocantins           | 725   | 799   | 793   | 765   | 816   | 863   | 937   | 1.045 | 1.056 | 1.060 |
| Brasil              | 941   | 1.016 | 1.047 | 1.052 | 1.113 | 1.226 | 1.268 | 1.373 | 1.439 | 1.380 |

## Histórico, 1990–2010
Lista classificadas por década de 1990 a 2010 em ordem alfabética das unidades federativas
| Unidade federativa  | 1990 | 2000  | 2010  |
| ------------------- | ---- | ----- | ----- |
| Acre                | 224  | 357   | 497   |
| Alagoas             | 169  | 276   | 421   |
| Amapá               | 292  | 416   | 575   |
| Amazonas            | 271  | 342   | 508   |
| Bahia               | 187  | 315   | 481   |
| Ceará               | 177  | 307   | 445   |
| Distrito Federal    | 728  | 1.192 | 1.665 |
| Espírito Santo      | 292  | 570   | 795   |
| Goiás               | 318  | 566   | 785   |
| Maranhão            | 123  | 217   | 348   |
| Mato Grosso         | 308  | 575   | 735   |
| Mato Grosso do Sul  | 336  | 570   | 784   |
| Minas Gerais        | 292  | 545   | 733   |
| Pará                | 214  | 331   | 429   |
| Paraíba             | 161  | 295   | 462   |
| Paraná              | 340  | 633   | 870   |
| Pernambuco          | 216  | 362   | 508   |
| Piauí               | 138  | 253   | 408   |
| Rio de Janeiro      | 469  | 814   | 993   |
| Rio Grande do Norte | 193  | 346   | 531   |
| Rio Grande do Sul   | 393  | 705   | 940   |
| Rondônia            | 242  | 462   | 646   |
| Roraima             | 347  | 458   | 578   |
| Santa Catarina      | 349  | 688   | 967   |
| São Paulo           | 573  | 871   | 1.036 |
| Sergipe             | 198  | 322   | 508   |
| Tocantins           | 192  | 339   | 571   |
| Brasil              | 348  | 585   | 767   |

## Nota
1. O rendimento domiciliar per capita é calculado como a razão entre o total dos rendimentos domiciliares (em termos nominais) e o total dos moradores. Nesse cálculo, são considerados os rendimentos de trabalho e de outras fontes. Todos os moradores são considerados no cálculo, inclusive os moradores classificados como pensionistas, empregados domésticos e parentes dos empregados domésticos. Dados históricos do ano de 1990 tem como base o Censo de 1991, a partir da base de dados do DataSUS.